# Radiorama
Radiorama (рус. Радиорама) — популярная итальянская поп-группа, образованная в 1984 году, исполнявшая композиции в жанрах итало-диско , евробит и евродэнс.

## История группы
Историю группы условно можно разделить на три временных отрезка — 1984—1987, 1988—1990 и 1991—2002.

### 1984 - 1987: итало-диско
У истоков проекта стоял Альдо Мартинелли, по просьбе Мауро Фарины написавший совместно с Симоной Дзанини первый сингл — «Chance To Desire». Из-за того, что Мартинелли участвовал во многих других проектах, его имя не было указано на обложке. А вот Фарина поступил иначе. Из-за этого Мартинелли отошёл от дальнейшего сочинения, а Фарина продолжил работать над следующими песнями.
Постепенно сформировалось следующее разделение обязанностей в проекте: сольные партии исполнял Мауро Фарина, женские вокальные партии исполняла Симона Дзанини, заменённая впоследствии Кларой Морони. Написанием песен занимались преимущественно Фарина и Джулиано Кривелленте, а продюсированием — Паоло Джемма и Марко Брешиани.
После «Desire» (выпущенного как сингл и макси-сингл на лейблах «Out Records» и «Discomagic») в 1986 и 1987 годах идёт серия записей, ставших широко известными, первыми из которых были «Hey Hey» и «Vampires». На волне успеха, Фарина и Кривелленте принимают решение записать альбом, который получил название «Desires and Vampires» и был выпущен в 1986 году. И макси-сингл, и альбом были записаны для «Out Records», но последовавшие успехи «Yeti» и «Aliens» (оба — 1986 год) появились уже под лейблом «Discomagic», который также являлся компанией, отвечающей за распространение всей их продукции.
Второй альбом не заставил себя долго ждать — он получает название «The 2nd album» и появляется в 1987 году, являясь первым упоминанием нового лейбла «Radiorama Records», на котором до 1993 года (когда Мауро Фарина создаст «21st Century Records») будут создаваться все новые композиции. Также в 1987 году он лицензируется в некоторых странах, включая Австрию, Испанию, Швейцарию.
В том же году Radiorama выступили на фестивале в Сопоте во время крупного концерта итало-диско, совместно с такими исполнителями как Milk and Coffee, Gazebo, Ken Laszlo и Savage.

### 1988 - 1990: евробит
Новые произведения под маркой Radiorama продолжают исправно появляться на музыкальном рынке, но уже без вокального исполнения классической линейки Фарина-Дзанини. Эти композиции более соответствуют стилю, близкому к евробиту.
В этот период группа выпускает ещё три альбома — «The Legend», «Four Years After» и «The Fifth» — и берёт небольшую творческую паузу.

### 1991 - 2002: евродэнс
В 1993 году происходит большое возвращение: Мауро Фарина записывает сингл «Aliens 2: The Nightmare», который стал хитом. Вслед за этим Фарина основывает лейбл «21st Century Records».
Последовавшие треки не способствовали большому успеху. Официальным вокалистом в 90-х был Анджело Моралес, но не исключено, что он был всего лишь танцором, а мужской вокал всё ещё принадлежал Мауро Фарина. В 1998 и 1999 годах песни «Give Me The Night», «Beautiful Man», «Ninna Ninna Oh», «More Time» были реализованы при участии французского проекта T.H. Express при сотрудничестве Фарина с лейблом Ramdam Factory. TX Express состоял из рэпера, модели и танцора Рамзеса и Фов, женского лица группы. В то же время в некоторых источниках утверждалось, что в эти времена певцами могли быть Аннерли Гордон и Мелоди Кастеллари.
Об альбоме «The World Of Radiorama» известно, что пели Джеки Бодимид, Рикки Стецца, Фабио Серра и, возможно, другие.

## Дискография

### Альбомы
- 1986 — Desires And Vampires
- 1987 — The 2nd Album
- 1988 — The Legend
- 1989 — Four Years After
- 1990 — The Fifth
- 1999 — The World Of Radiorama
- 2002 — Yesterday Today Tomorrow

### Синглы
- 1985 — Chance To Desire
- 1985 — Desire
- 1986 — Aliens
- 1986 — Hey Hey
- 1986 — Vampires
- 1987 — So I Know
- 1987 — Yeti
- 1987 — Fire
- 1987 — The Radiorama Mega Mix
- 1988 — ABCD / Bad Girls
- 1988 — ABCD / I Don't Wanna Loose You
- 1988 — Sing The Beatles
- 1988 — The First Album
- 1988 — Bad Girls (Night Mix)
- 1989 — Baciami (Kiss Me)
- 1989 — Hit Medley
- 1989 — Bad Boy You
- 1989 — Daddy Daddy
- 1989 — Medley
- 1989 — ABCD / Radiorama Sing "The Beatles"
- 1989 — Megamix
- 1990 — One Two Three (feat. Max Coveri)
- 1990 — Why Baby Why
- 1990 — 3, 4 Gimme More
- 1990 — In Zaire
- 1991 — Chance To Desire / Desire
- 1991 — Come Back My Lover
- 1992 — All Night Long
- 1992 — Sugar Sugar Love
- 1993 — Aliens 2 (The Nightmare)
- 1994 — Your Love
- 1995 — Let Me Be
- 1995 — Little Bird
- 1995 — It's A Lonely Wait
- 1996 — Like An Angel
- 1996 — Touch Me Now
- 1997 — Cause The Night
- 1997 — Di-Da-Di
- 1998 — Beautiful Man
- 1998 — Give Me The Night
- 1998 — Aliens 2000
- 1999 — Ninna Ninna Oh
- 1999 — More Time
- 1999 — More Time / Ninna Nanna Oh
- 2000 — Danger
- 2003 — Ninna Ninna Oh / Like An Angel

### Компиляции
- 1988 — The First Album
- 1989 — The Best Of Radiorama
- 1994 — The Best Of Radiorama
- 1996 — Golden Hits
- 1998 — Best Of Radiorama
- 1998 — The Ultimate Collection 1984-1998
- 2000 — The Greatest Hits
- 2002 — Turbo Disco
- 2003 — Discomania
- 2006 — Stars Hits - Новое Любовное Настроение
- 2007 — The Original Definitive Collection
- 2008 — Greatest Hits
- 2015 — Greatest Hits & Remixes
- 2016 — Desires And Vampires / The 2nd Album
- 2018 — The Best Of

### Сборники
- 1985 — Radiorama / Patrick Colby – Desire / Mandrill
- 1990 — Max Coveri / Radiorama – Guy Guy / Bad Boy You
- 1990 — Person / Radiorama – Zły Sen / 3, 4 Gimmy More
- 1998 — Miko Mission / Radiorama – How Old Are You / Chance To Desire
- 1999 — Consilio / Radiorama – Take My Heart / Ninna Ninna Oh
- 1999 — Libra / Radiorama – Dreaming Of You / Like An Angel
- 1999 — Radiorama / Wienna – Your Love / You Came
- 1999 — Axel Force Meets Radiorama – Nothing Can Keep Me From You
- 2000 — Radiorama / Red Garden – Like An Angel / To The Moon And Back
- 2000 — Radiorama / Wildside – Total Eclypse Of The Heart / The Winner Takes It All
- 2001 — Max Him / Radiorama – Club Classics 11
- 2004 — Radiorama / Tenesse – Little Bird / Tell Me
- 2006 — Betty Blue feat. Tsukasa / Radiorama – Trance Paradise 5 Vol.2